# アレオパゴスのディオニシオ
アレオパゴスのディオニシオ（希: Διονύσιος ὁ Ἀρεοπαγίτης、羅: Dionysius Areopagita）は、『使徒行伝』（17:34）において一度だけ登場する、アテナイのアレオパゴス評議所における裁判人だったアテナイ人、ディオニシオ（ディオニュシオス）のこと。
このアレオパゴスのディオニシオ（アレオパゴスの議員ディオニシオ）という表現は、新共同訳聖書で用いられる表現で、その他の聖書における表現としては
- アレオパゴスの裁判人デオヌシオ（文語訳聖書・口語訳聖書）
- ディオニシイ「アレヲパギト」（日本正教会訳聖書）

などがある。
また、聖書外の学術分野では、
- ラテン語表現の直訳であるディオニュシウス・アレオパギタ（羅: Dionysius Areopagita）
- 古代ギリシア語表現の直訳であるディオニュシオス・ホ・アレオパギテース（希: Διονύσιος ὁ Ἀρεοπαγίτης）
- アレオパゴスのディオニュシオス

といった表現が専ら用いられる。

## 『使徒行伝』 における記述

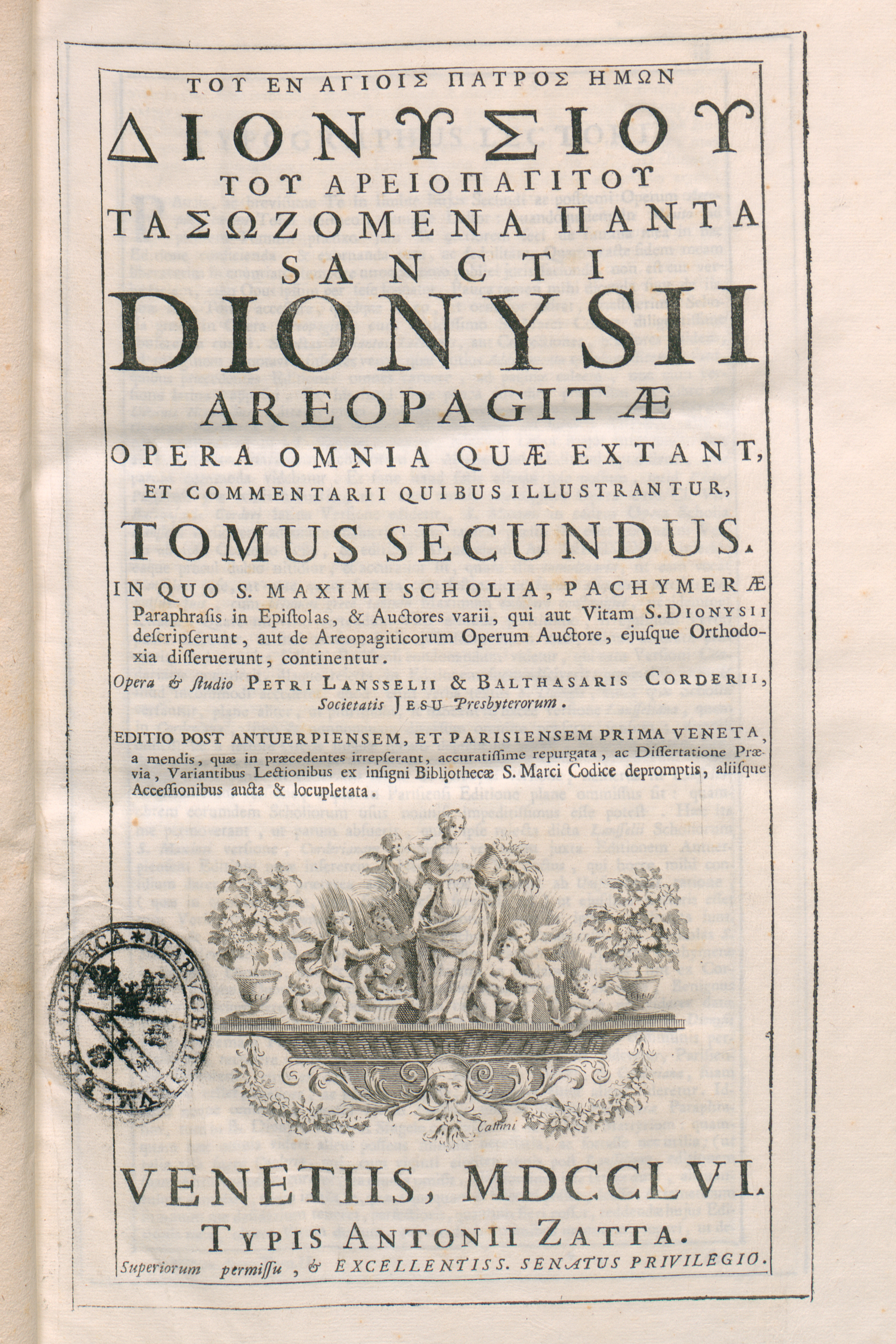
Opera omnia, 1756

『使徒行伝』の記述によると、『使徒行伝』の主人公であるパウロが、第二回伝道旅行の過程でアテナイに立ち寄り、現地のアテナイ人達と執拗に議論を交わした結果、パウロの話に興味を持った人々によって、彼はアレオパゴス評議所へと連れて行かれることになった。
パウロはそこで聴衆に向かってキリスト教の内容を説いたが、「死人の蘇り」を含むその常識的には荒唐無稽な内容に対して、聴衆はあざ笑ったり、軽くあしらうそぶりを見せた。パウロは仕方なく退散することにしたが、聴衆の中にはパウロが説く内容を信じる者もいくらかいた。
その中の一人として、ダマリスという女と共に、名前を挙げられているのが、アレオパゴス評議所の裁判人だったとされるディオニシオ（ディオニュシオス）である。

## 『ディオニュシオス文書』との関係
このアレオパゴスのディオニシオ（ディオニュシオス）は、古くは『ディオニュシオス文書』（Corpus Dionysiacum、Corpus Areopagiticum）としてまとめられた、一連の神学的著作の著者とされてきたが、後にそれらは、彼の時代よりだいぶ後になって別人によって書かれたものであることが明らかになり、以来、その本物の著者は、便宜的に「偽ディオニュシオス」（希: Ψευδο-Διονύσιος ὁ Ἀρεοπαγίτης, 羅: Pseudo-Dionysius Areopagita）と呼ばれ、アレオパゴスのディオニシオ（ディオニュシオス）とは区別されている。